# Badimaya jezik
Badimaya jezik (ISO 639-3: bia; parti-maya, widimaya) australijski jezik porodice pama-nyunga, kojim govori još svega 20 ljudi (Voegelin and Voegelin 1977) u državi Zapadna Australija. Srodan je jeziku wajarri [wbv] s kojim čini jezičnu podskupinu wadjari (Watjarri). 
Pripadnici etničke grupe sada govore dominantnijim jezikom wadjari

## Vanjske poveznice
- Ethnologue (14th)
- Ethnologue (15th)